# 東城ゆい
東城 ゆい（とうじょう ゆい、2001年9月4日 - ）は、日本のAV女優。クローネ所属。

## 略歴
2023年5月、kawaiiの専属女優としてAVデビュー。
2作品に出演後、専属を離れ企画単体女優となる。一例として2024年2月発売の、桃太郎映像出版の作品では昨今のモデルチェンジで減少傾向にある白いブラウスと紺色の吊りスカートの組み合わせで撮影が行われている。

## 作品

### アダルトDVD
- 経験人数1人のままプロポーズされたから、イったことも、潮吹いたこともない! 結婚前に色々知りたくて… 23歳 癒しの保育士 東城ゆい AVデビュー（5月2日、kawaii）※Blu-ray Disc版 同時発売
- 僕の最愛の彼女が生ハメ了承だなんて嘘だ（6月6日、kawaii）
- ガチナンパ! 性交報酬100万! 人生初の逆ナンパ! 真面目な美容部員さん ド緊張で恥じらいつつも生ハメされたらビッチ化! 止まらない!止めれない!腰振りと絶頂!（8月15日、ピーターズ）
- 現役体育大生が挑戦! 下半身強化と称し、1cmハメ!ケツ肉プルプルの空気椅子でバランス崩した途端 デカチン奥までズブズブ合体! 足腰ガクブルビクンビクンイキまくりで、悶絶絶頂連続中出し 〜陸上選手編〜（8月25日、赤面女子）
- 真夏の海水浴場で見つけたショートカットの似合う水着美少女が童貞くんを赤面筆おろし のはずが…実は絶倫AV男優で失禁・痙攣お構いなし何度イっても止まらない激ピストンで無許可中出し!（9月7日、SODクリエイト）
- 本物素人ガチナンパ! 【検証】『一般人をず～とイカせ続けるとAV女優よりもヤバい事になる説』 潮潮潮の大量失禁閲覧注意 清楚女子大生のありえない連続中出しSEX（9月22日、赤面女子）

- おじさん、やめて 防衛本能ゼロの少女に起きた、ひみつでキモチいい経験。 (2月6日、桃太郎映像出版)

### アダルトVR
- 真面目で大人しめな眼鏡女子ほど、実はクラスの男子でオナニーしているエロ偏差値も高学歴女子だった!（2023年9月12日、unfinished）

### ネット配信
- めいさ（7月28日、E★ナンパDX）
- yui(18)帰国子女【ベトナムから帰国したばかりのキレかわショートヘアJ●】【超激レア民族衣装《アオザイ》】【久しぶりのチ●ポに即発情→タマまで舐めてにっこり『おいしい...///』】【締付け抜群パイパンマ●コに激ピス連続オーガズム】【同時イキ中出しFINISH】（8月3日、しろうとまんまん）
- 【これがアイドルの裏の顔...●教されて性癖歪んだキレカワ現役アイドル】ライブ終わりにホテル直行、セフレのチ●ポを前に言いなり状態...『もっと叩いてぇ///』スパンキングや首●めハードプレイに絶叫絶頂...!子宮口めがけ止まらない猛ピス→ファンも絶句の連続中出し&顔面シャワー!※ヲタクと淫行ファンサ動画有【あまちゅあハメREC#あみ#現役アイドル】（8月8日、MOON FORCE）※「あみ」名義
- ゆい（8月24日、俺の素人-Z-）
- 公園界隈屈指のスレンダーボディを持つ美少女!無垢な顔してエグい声出すイキ狂いマ●コにセーラービキニ着せて生中アリの条例ガン無視SEX2回戦!【ゆい(18)】（9月3日、しろうとまんまん）

## 出演

### テレビ
- 魚拓と成瀬のツキとスッポンぽん #448,#449（2023年8月6日,20日、パチ・スロ サイトセブンTV）[3][4]